# Silum
Silum – wieś w Liechtensteinie, w gminie Triesenberg, w regionie Oberland.

## Historia
Wieś wzmiankowana po raz pierwszy w 1510 roku pod nazwą Salum.